# لوكهيد مارتن إكس-55
لوكهيد مارتن إكس-55 (بالإنجليزية: Lockheed Martin X-55)‏ هي طائرة نقل تجريبية مصنوعة من مواد مركبة متقدمة (ACCA). أستخدمت في اختبارات جسم الطائرة ومجموعة الذيل المصبوبة من المواد المركبة. أنتجت في الولايات المتحدة. من صناعة لوكهيد مارتن. كان أول طيران لها في 2 يونيو 2009.